# 아가
아가(雅歌, 히브리어: שיר השירים, 그리스어: Ἆσμα Ἀσμάτων, 영어: Song of Songs)는 구약성경의 한 부분이며, 성문서 또는 시가서에 포함된다. 이스라엘의 왕 솔로몬이 쓴 '가장 아름다운 노래(Song of Songs)'이다.
현대 유대교에서는 유월절 기간 중 안식일에 아가를 읽는다. 유대교에서는 본문을 하나님과 이스라엘의 관계에 대한 비유로 보고, 기독교에서는 그리스도와 그의 신부로 일컬어지는 교회의 사랑의 관계를 시적 언어로 표현한 것으로 해석한다.

## 개요[3]
- 1:1-2:7    왕이 궁정에서 술람미 여인을 만나다
  - 1:1          표제
  - 1:2-8        예루살렘의 딸들과 술람미 여인
  - 1:9-2:7      왕이 술람미 여인과 대화를 나누다
- 2:8-3:5    연인의 방문과 술람미 여인의 한밤중 찾기
  - 2:8-17       연인의 방문
  - 3:1-5        한밤중의 찾기
- 3:6-5:1    왕의 행렬과 노래
  - 3:6-11        전혀 색다른 결혼 행렬
  - 4:1-5:1       결혼식 밤에 부르는 왕의 사랑 노래
- 5:2-6:3    놓쳐 버린 기회
  - 5:2-8         소홀히 여김
  - 5:9-6:3       술람미 여인이 자기 연인에 대해 예루살렘 여자들에게 설명하다
- 6:4-8:14   점점 더 커가는 사랑
  - 6:4-8:4      술람미 여인의 궁정 체류가 끝나다
  - 8:5-14       진정한 사랑의 본질

## 서론
본서는 불과 여덟 장밖에 안 되는 짧은 분량이지만, 성경의 다른 어떤 책보다도 많은 해석상의 견해가 제시 되었으며, 많은 사랑을 받는 책이다. 이 책은 한 쌍은 남녀가 벌이는 섬세한 애정, 정열적인 욕망, 우정, 그리고 기쁨 등 상호간의 신뢰의 탑을 쌓아 가는 과정에서 발생하는 갖가지 사랑의 감정을 보여주지만, 성경 전체의 주조를 이루는 엄숙하고 근엄한 주제들과 당당하게 자리를 같이하고 있다. 성경 여러 곳에서 성도와 하나님의 신앙 관계를 남녀 관계에 비유하고 있거니와(참조, 삿 2:17), 본서 또한 남녀간의 진솔한 사랑의 교제를 형상화함과 아울러 성도와 하나님 간의 깊고 내밀한 사랑을 넌지시 암시하고 있다 하겠다.

## 기자
전통적으로 본서는 솔로몬의 저술로 받아들여져 왔다. 그 근거로서 첫째, 1:1에 ‘솔로몬의 아가라’는 구절을 들 수 있다. 이 구절을 ‘솔로몬에 관한 아가라’는 뜻으로 이해하려는 자들도 있으나 별로 지지를 얻지 못한다. 둘째, 본서 내용 중에 번뜩이는 지혜와 시적(詩的) 재능 및 이스라엘 지역의 특성에 맞는 동식물상(動植物相)에 관한 언급 등으로 미루어 볼 때 본서 기자는 1005편 정도의 노래를 지을 정도로 문학적 재능이 탁월했던(왕상 4:32) 솔로몬임이 유력시된다. 셋째, 서두 이외에도 ‘솔로몬’이라는 직접적 언급이 여섯 차례나 등장한다(1:5;3:7,9,11;8:11,12). 결국 본서는 왕궁의 여러 왕후와 비빈들(6:8)과의 숱한 애정 행각 중에서도 진실한 사랑을 경험했던 솔로몬이 기록한 체험적 수기요 노래라 하겠다.

## 기록연대
지난 두 세기 동안 강력히 대두해 온 자유주의적 성서 비평의 경향은 대부분의 경우 성경의 기록 연대에 관한 한, 교회의 전통적인 입장보다 훨씬 후기의 연대를 주장하며, 본서의 경우에 관해서도 마찬가지이다. 그러나 고고학, 비교 언어학 및 고대 근동 문학에 관한 연구 등은 본서의 기록 연대를 솔로몬 시대 혹은 적어도 그 주변 시대로 보게 한다. 우리는 앞에서 본서의 기자가 솔로몬임을 살펴보았거니와, 그렇다면 기록 연대도 그의 통치 시기(B.C. 970-960년)에 기록된 것으로 추정된다.

## 기록목적
먼저 본서는 신랑 솔로몬과 신부 술람미 여인의 사랑을 통해 결혼의 거룩성을 명시하기 위해 쓰여졌다. 성경은 결혼을 천시하거나 인간의 유약함으로 인해 용인된 것으로 보지 않는다. 오히려 결혼은 인간의 타락 이전에 하나님에 의해 제정된 제도로서 결혼을 통한 남녀간의 하나 됨은 하나님의 뜻이요 남녀 쌍방의 큰 기쁨이라 할 수 있다(잠 5:15-19;고전 7:3). 본서가 기록될 당시만 하더라도 부부 관계란 자녀 출산이라는 측면 위주로 이해되었다. 그러나 본서 어디에도 출산과 관련된 언급은 없으며, 따라서 이는 진정 사랑 자체를 위한 노래임을 반영한다. 시편 기자가 자연 속에 드러나 하나님의 영광을 자주 노래하였듯이, 본서 기자는 남녀간의 진실한 사랑을 체험함으로써 하나님의 섭리를 노래하였던 것이다. 아울러 우리는 본서가 단순히 연인들의 사랑에 관한 노래에 그치지 않고 하나님과 그의 백성들 간의 사랑을 암시적으로 노래하는 것이기도 하다는 사실을 유의해야 하겠다. 물론 본서 자체에는 이 사실을 명시하는 구절이 없다. 그러나 본서는 여호와 신앙에 투철한 사람에 의해, 그러한 경건한 신앙의 배경을 토대로 하여 쓰여졌고, 이 경우 본서 기자는 남녀간의 진정한 사랑의 모본을 하나님의 은혜로운 사랑에서 찾을 수밖에 없었을 것이다. 그리고 성경에서 하나님과 그 백성간의 관계를 결혼 관계에 비유한 사례가 흔하다는 사실(출 34:10-17) 또한 이면에 감춰진 본서의 의도를 짐작게 해 준다 하겠다.

## 주제 및 특징
책의 주제는 한마디로 ‘하나님의 뜻에 따라 남녀간에 나누는 사랑의 기쁨’이라고 말할 수 있겠다. 이를 달리 말하자면, 인간 상호간의 순수하고 아름다운 사랑은 하나님의 선물이라는 뜻이 된다. 그리고 본 서론 4항에서 언급되었듯이, 이와 같이 남녀간의 진실한 사랑은 성도를 향하신 하나님의 크신 사랑을 축약해 놓은 것임을 암시한다. 이처럼 깊이 있는 주제가 함축되어 있기 때문에, 본서는 유월절에 그 기쁨을 노래하는 공식시로서 전국에서 낭독되었다.

## 정경 논쟁과 해석

### 유대교

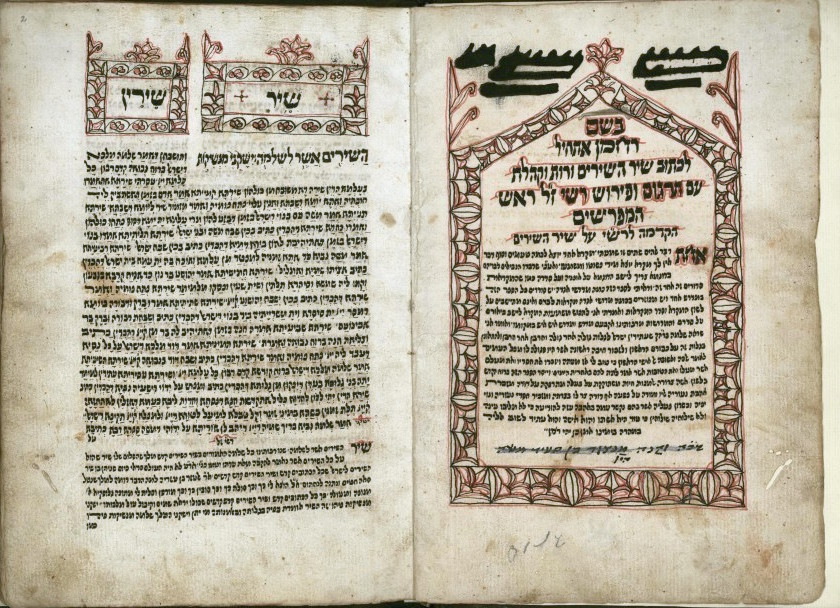
중세 프랑스의 랍비인 라시의 주해.

아가는 기원후 1세기동안 격렬한 논쟁의 대상이 되었으나, 솔로몬이 저자로 언급되는 점, 성적 묘사가 성욕에 대한 서술이 아닌 하나님의 이스라엘에 대한 사랑으로 해석되는 점 등을 근거로 기원후 2세기가 되면 정경으로 정착된다. 1세기의 유명한 랍비 아키바는 아가를 무절제하게 읽는 것을 경계했는데, 여관에서 아가를 마치 세속적인 음악인양 읊조리는 사람들은 장차 올 세상을 상속받지 못할 것이라고 반복해서 가르쳤다. 그럼에도 불구하고 랍비 아키바는 아가를 정경으로 다루는 것에 대해선 분명한 찬성의 뜻을 밝혔다.
구약성경을 신비적으로 해석하는 카발라에서는 이 책이 성경의 비밀을 명백히 드러내는 책으로 간주한다. 13세기 조하르의 보급에 따라, 유대교 신비주의는 의인화된 성적 요소가 진리를 표현하는데 사용될 수 있다는 것을 받아들였는데, 그 대표적인 예시가 바로 아가다.
현대 유대교에서는 아가가 하나님의 이스라엘 민족에 대한 사랑을 비유적으로 서술했다고 해석하기 때문에, 아가의 구절들을 하나님의 이스라엘 민족에 대한 사랑을 나타내는 출애굽 사건의 기념일인 유월절 기간의 안식일에 읊는다.

### 기독교

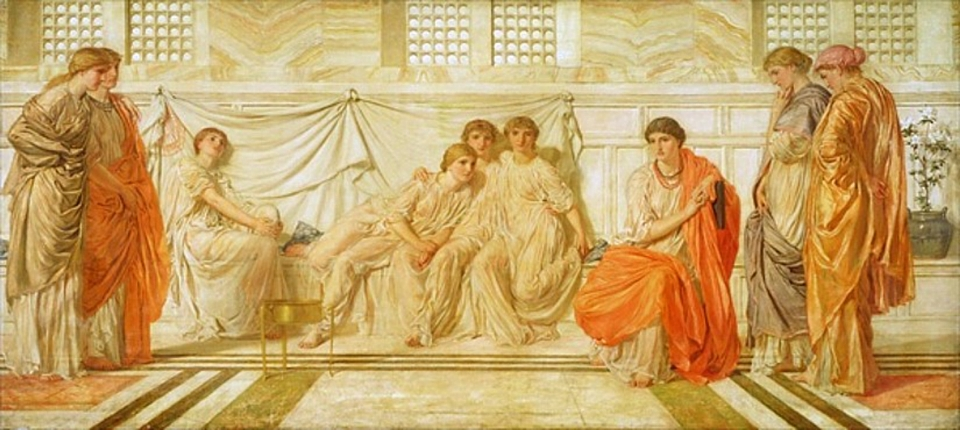
술라미 여인. 알버트 조셉 무어. 1864.

기독교에서는 아가는 남성과 여성 사이의 성적 사랑을 문학적 알레고리의 대상으로 설정하여 하나님과 인간의 관계, 그리스도와 교회의 관계에 대해 서술하고 있다고 본다. 초기 기독교에서는 유대교와 마찬가지로 본서가 하나님과 인간의 사랑에 대한 비유로 보았는데, 오리게네스가 이렇게 해석한 대표적인 인물이다. 이후 11세기가 되면 그리스도와 교회의 관계로 해석하고, 12세기에는 이에 더해 본서의 여성 등장인물을 동정녀 마리아로 보는 해석도 등장한다.
현대에는 구약 성경은 이스라엘을 ‘여호와의 신부’로, 신약 성경은 교회를 ‘그리스도의 신부’로 묘사하는 점에 주목하여, 아가는 일차적으로 남녀간의 건강하고 진솔한 사랑에 관한 이야기이지만, 예표론적 측면에서 볼 때 그리스도와 교회의 신령한 관계를 시사한다고 해석한다. 한편 축혼시 또는 결혼 노래로 알려진 시편 45편은 종종 그 내용상의 유사성이라는 측면에서 본서와 비교 되는데, 이 시편 역시 그리스도와 교회의 영광스러운 연합을 예표하는 시로 유명하다.

## 문학적 형태

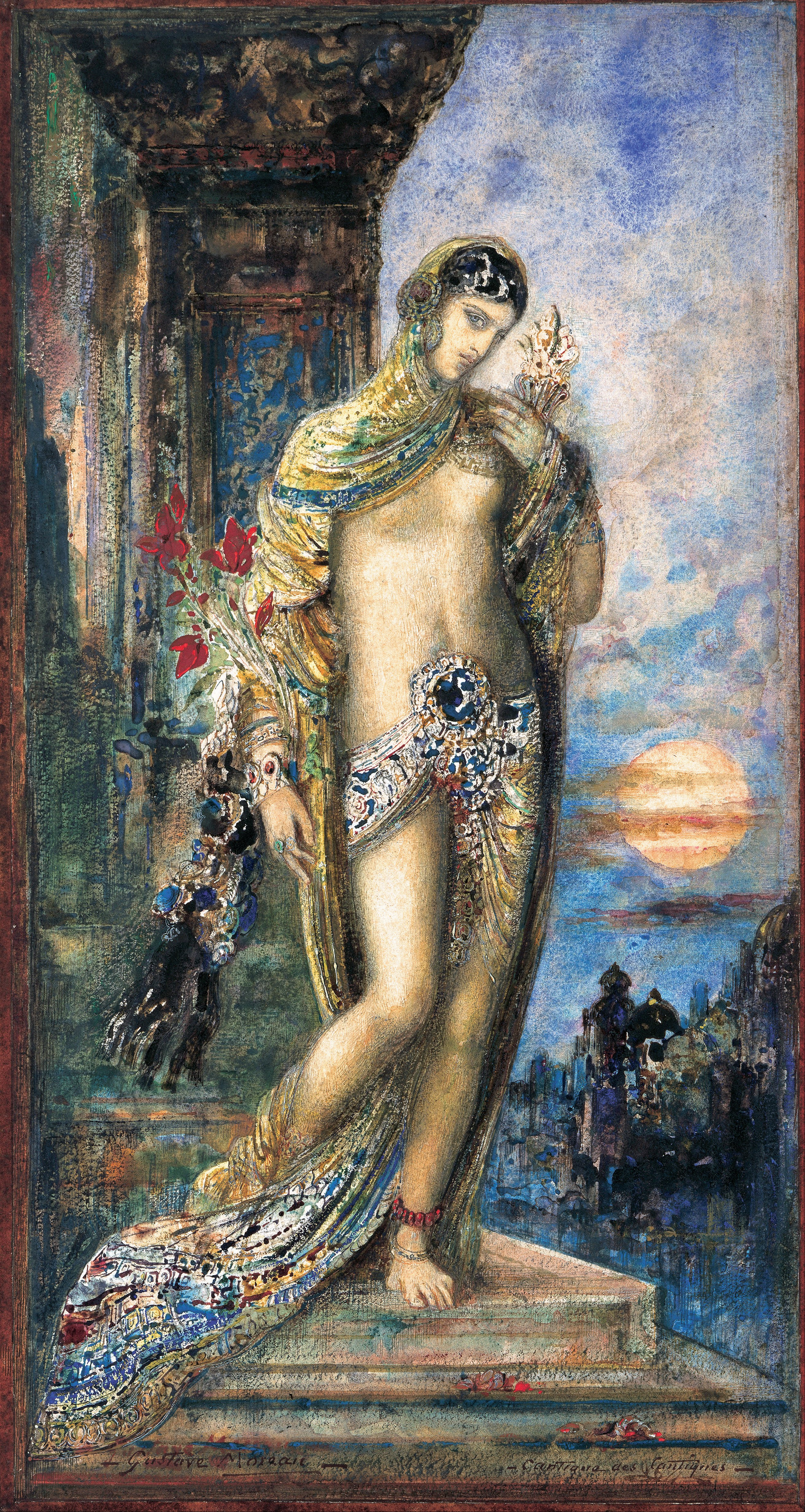
아가. 귀스타브 도레. 1893.

본서는 내용상의 해석 못지않게 문학 형태(장르)의 측면에서 많은 논란을 야기시켰다. 어떤 이들은 본서가 상연되기 위해 쓰여진 희곡이라고 했다(Böttcher, Renan). 물론 본서는 드라마로서의 성경을 일부 보여준다. 하지만 어느 시대를 불문하고 이것이 유대인들 사이에서 상연되었다는 증거는 없으며, 우리가 욥기를 희곡이라고 부를 수 없듯이 본서도 희곡이라고 부를 수 없다. 또 본서를 결혼의 축가나 결혼식을 위해 준비된 목가적인 노래나 민속시 혹은 축제용 예문 등으로 보는 것도 곤란하다. 본서의 문학 형식은 이 작품의 의도와 목적이 무엇인가 하는 좀더 차원 높은 문제 안에서 찾아져야 한다. 즉 본서는 사랑하는 연인 사이의 사랑과 정서를 종교적 목적에서 채택한 일종의 ‘연애시’(사랑의 송가)로 볼 수 있겠다. 구약 시대의 주변 세계에서도 이러한 장르는 폭넓게 발견되는데, 여기서는 본서와 이들 주변 세계의 연애시들과의 공통점 및 차이점을 일고해 보고자 한다.

### 공통점
ⓐ 연애시에서는 제삼자의 개입이 있을 수도 있지만, 대부분은 ‘나-너’라고 하는 연애 당사자에 관한 언급이 주종을 이룬다(8:1,2). ⓑ 가장 흔히 나오는 주제는 연인 상호간의 만남에서 비롯되는 기쁨과 흥분을 들 수 있다(3:4;7:7-12). 이러한 만남은 종종 다른 사람들(1:6;5:7) 혹은 외보적 상황으로 인한 방해에 직면하기도 하지만, 그것은 재회의 감격을 더 고취시키는 역할을 한다. ‘찾고-발견하는’ 주제나(3:1-5) ‘장애글 극복하는’ 모티브(1:5-8)가 이와 같은 주제의 전개 과정에서 흔히 나타나는 점 또한 빼놓을 수 없다. ⓒ 연인의 육체적 아름다움에 관한(에로틱한) 묘사가 자주 등장한다. 이는 흔히 새, 기타 짐승, 꽃, 의복, 향수, 보석 등과 결부되기도 한다(4:1-15;5:10-16). ⓓ 단 둘만의 내밀한 접속을 위해 침실(8:2)이나 수풀, 동굴과 같은 한적한 장소가 종종 언급된다(7:12). ⓔ 연인간의 서로 보고(4:9), 목소리를 듣고(2:8), 애무하며(2:6) 또한 키스하는(1:2) 등의 사랑 행위에 대한 묘사가 두드러진다.

### 차이점
본란에서는 고대 근동의 연시(love poetry)에서는 흔하나 본서에서는 나타나지 않는 모티프에 초점을 맞추고자 한다. ⓐ 가나안과 메소포타미아의 연시에는 주로 제의적 축제에 초점이 맞춰져 있으며, ‘연애’의 요소는 오히려 부차적이다. 그러나 본서에서는 여타 구약 성경에서 그토록 자주 언급되는 ‘하나님’의 칭호조차 거의 나타나지 않는다. ⓑ고대 근동의 연시에는 유흥을 위한 사냥이나 제의식을 위한 짐승도살이 흔한 모티프로 등장하며, 때로는 주인공이 사냥꾼이나 쫓기는 입장에 서기도 한다. 그러나 본서에서도 그렇지만, 히브리인들에게 있어 짐승을 포함한 모든 산 것의 생명은 하나님께 속한 것으로서 함부로 다루어질 수 없었다. ⓒ 본서에서도 자연에 관한 묘사나 이미지가 많이 등장하지만, 고대 근동의 이방 민족들처럼 자연을 의인화하는 데까지는 나아기 않는다. 히브리인들에게 있어 자연은 하나님의 창조적 권능을 드러내는 것일 뿐 그 이상은 아니었던 것이다. ⓓ 고대 근동의 연시에서는 포도주로 말미암은 만취와 성적(性的) 유혹이 흔한 주제로 제시되나 본서에서는 그렇지 않다. 본서는 원치도 않는 천진 난만한 처녀를 유혹하는 내용이 아니라 자유롭게 도 자발적으로 사랑을 주고받는 연인들의 이야기이다.
요컨대 본서는 당시 고대 근동 지역에 폭넓게 퍼져 있었던 문학적 토양과 결코 무관하지는 않으나, 히브리인들 특유이 문화적 감수성을 반영하고 있으며 남녀간의 아름다운 사랑 이야기를 종교적 의도로까지 승화시킨 걸작이라 하겠다.

## 본서의 해석에 관한 방법론
본서는 엄연히 정경 가운데 포함되지만, 표면상 남녀간의 사랑을 노래하고 있음으로 인해 구약 성경 중에서 해석하기에 가장 애매한 책으로 여겨져 왔다. 따라서 교회사적으로 다양한 해석 방법이 시도되었거니와 여기서는 그중 중요한 네 가지 방법론을 소개하기로 한다.
① 풍유적(allegorical) 해석법: 가장 오래된 방법론으로서 이미 1세기경에 나름대로의 자리를 굳힌 것이다. 알레고리는 확장된 은유(metaphor)라고 할 수 있으며, 대체로 역사나 실제 세계에 뿌리를 둔 것이 아니라 작자의 상상력에서 비롯된 것이다. 그리고 알레고리의 목적도 특정한 장소나 인물과 관련된 실제 사건을 보여주는 데 있지 않고 관념적이고 영적인 진실을 제시하는데 있다. 많은 유대인 학자들은 본서를 여호와의 그의 택하신 백성인 이스라엘 간의 관계를 묘사한 책으로 이해했다. 이러한 해석은 1세기의 유대인 해석가인 랍비 아키바(Rabbi Aqiba)로부터, 사디아(Saddia), 라쉬(Rashi), 이븐 에즈라(Ibn Ezra)등과 같은 중세의 주석가들을 거쳐, 현대이 일부 정통 신학자들에게 이르기까지 오래도록 많은 지지를 받아 왔다. 특히 이 해석을 지지하는 기독교 주석가들은 대체로 본서의 내용을 그리스도와 그의 신부 된 교회 간의 관계 속에서 이해했다. 그러나 이와 같은 해석법에는 몇 가지 문제점이 야기된다. 첫째, 본문 자체 내에 본서 기자의 의도가 알레고리를 지향하고 있다는 언급이 없다. 본서는 문제나 내용 면에서 알레고리에 있어 필수적인 기교성 내지는 인위성을 보이지 않는다. 둘째,  본서에 수록된 인물, 장소, 사건(경험)들은 문학적 고안물이 아니라 실제적이라는 인상을 준다. 예컨대 솔로몬, 예루살렘, 레바노, 엔게디, 디르사 등이 그러하다.
② 극적(dramatic) 해석법: 19세기 주석가인 델리취(Delitzsch)는 오리겐(Origen ; 184-254년)의 입장을 되살려서 본서를 한편의 드라마로 이해했다. 그리고 많은 신학자들이 이 견해를 취했다. 그러나 무대 지시가 결여되어 있고, 등장 인물의 수효 및 누가 어떤 대사를 맡았는지가 불분명하며 또한 막(幕)과 장면을 뚜렷이 구분해 주지 않는다는 점 등에서, 이 견해는 난관에 봉착한다.
③ 제의적(cultic) 해석법: 고대 근동 문학의 비교 연구를 통해 최근에는 본서를 제의-신화적(cultic-mythological)으로 해석하려는 경향이 생겨났다. 이 견해에 따르면 본서는 연인간의 사랑을 노래하는 것이 아니라, 여사제로 화한 어느 여신과 왕의 신성한 혼인을 축하하는 노래 혹은 죽음과 가뭄을 정복한 어느 신(왕)의 승리를 축하하는 노래이다. 그래서 본서의 기원은 가나안의 신화와 제의식에서 찾아진다는 것이다. 하지만 이것은 무리한 추측에 의한 해석이며, 더구나 이교 제의식에서 불렸던 노래가 별다른 잡음이나 저항도 없이 이스라엘 종교 생활 가운데 스며들어 정경으로까지 인정받았다고 보기는 매우 힘들다.
④ 예표론적(typological) 해석법: 많은 학자들은 이 해석법과 풍유적 해석법 간의 차이점을 인정하려 들지 않는다. 그러나 거기에는 분명한 차이점이 있다. 풍유적 해석은 역사정이나 사실성을 무시하고 감추어진 영적 의미에 초점을 맞추는 반면, 예표론적 해석은 구약 성경의 본문 설명 자체를 실제적이고 역사적인 것으로 받아들이면서도 그 본문 속에서 신약 성경의 어떤 사건이나 가르침에 대한 예표론적(모형적) 연관성을 발견한다. 따라서 본서의 내용이 만왕의 왕 되신 그리스도와 그의 신부 된 교회 간의 관계를 다루고 있다고 보는 것이 예표론적 해석인 셈이다.
이러한 제 견해들 중 상당히 받아들이기 곤란한 세 번째 해석법을 제외하고는 나머지 세 가지 해석법들이 각기 일리(一理)를 지니고 있으나, 우리는 예표론적 해석법을 가장 적절한 것으로 취하면서 다른 견해들의 장점을 참고하는 것이 바람직할 것이다.

## 해석
아가는 솔로몬이 술람미 여인(신학자 구미정은 술람미 여인을 솔로몬의 아버지 다윗의 시중을 든 궁중여인 아비삭으로 추정한다.)에게 보낸 러브레터이다. 이것에 대한 해석은 매우 다양한데, 진보 기독교쪽의 성도들은 "남녀간의 사랑 자체를 아름답게 묘사한 것이다."이라 주장하는 반면, 복음주의나 기독교 근본주의 성도들은 "예수의 교회사랑을 남녀의 사랑에 빗대어 표현한 것이다."라고 주장하는 등, 이것의 해석이 각 진영마다 다른 것을 알 수 있다.

### 기독교 신학적인 메시지[12]
이 책의 가장 중요한 목표는, 하나님과 그의 백성 사이의 관계를 묘사하는 것이 아니라 남녀 간의 성적인 사랑을 찬양하는 것이다.
그러나이러한 메시지는 언제나 그래왔던 것처럼 오늘날에도 중요하다. 사회와 교회는 인간의 성을 타락시키는 경우가 자주 있었기 때문에 결혼이라는 틀 속에서의 성은 하나님께서 주신 선물이라는 것을 일깨워 주는 것이 중요하다.
성의 타락은 두 가지 형태로 온다. 우선 우리 사회는 성을 하나의 우상으로 만들었다. 성은 사람들을 가장 많이 사로잡는 요소이다. 어떤 종류의 성관계 -이성간의 성, 동성애, 간음-이든지 상관없이 우리 사회는 성적 자극이 없는 삶은 최소한 따분한 것이며, 아마 어쩌면 무의미한 것일 수도 있다는 식의 생각들을 조장하고 있다. 성을 하나의 우상으로 만드는 일이 계속 벌어지고 있다. 많은 사람들은 창조주를 버렸으며, 자신들의 삶의 빈 공간을 성관계들을 통해서 채우려고 해 왔다.
다른 한편 교회 역시 성을 불결하고 금기시할 대상으로 만듦으로 해서 때때로 성을 타락시켜 왔다. 아직도 많은 교회들에서는 육신에 대한 편견을 갖고있는데, 이러한 편견은 심지어 결혼 내에서의 성마저도 저열하거나 사악한 것이라고 보게 만들고 있다.
그러나 아가서는 이러한 성에 대한 타락을 고쳐주는 정경서이다. 이 책은 성이 선하고 유쾌한 것임을 우리들에게 일깨워 준다. 결혼의 틀 속에서 이루어지는 성은 악한 것이 아니다. 그러므로 아가서의 대부분의 본문은 육체적인 사랑에 대해서 찬미한다. 또한 슈왑(schwab)이 우리에게 일깨워 주고 있는 바와 같이 아가서에는 그가 소위 "주의사항에 대한 지적들"(a cautionary note)이라고 부른 것들이 들어있다. 현실의 삶 속에서 깊은 관계를 맺으면서 문제들이 없을 수 없다. 그래서 어떤 시들(5:2-6:3을 보라)은 사랑이 기쁨만을 주는 것이 아니라 고통도 줄 수 있다는 것을 보여주고 있다.
그러나 아가서는 요즈음의 몇몇 책들의 주장과는 달리 단지 정경상의 성교과서 이상의 것이다. 이 책은 성에 대한 성경신학적인 연구에 기여를 하고 있는 우리들에게 에덴 동산을 연상시킨다. 창세기 2:18-25는 이러한 양자사이의 관계의 친밀성은 "아담과 그 아내 두사람이 벌거벗었으나 부끄러워 아니하니라"라는 25절을 통해서 성적인 의미가 주어져 있다.
그러나 그 다음 장에서 아담과 하와는 뱀의 유혹에 넘어간다. 그 결과 그들과 하나님 간의 완전한 관계는 깨어지게 되었다. 또한 죄는 아담과 하와의 사이도 갈라 놓았다. 이러한 양자 사이의 소외는 3:7에서 성적인 측면에서 표현되어 있다. "이에 그들의 눈이 밝아져 자기들이 벗은 줄을 알고 무화과 나무 잎을 엮어 치마로 삼았더라."
우리가 아가서로 돌아가서 볼 때 우리는 한 남자와 그의 아내가 동산에서 있지만 전혀 부끄러움을 느끼지 않는 것을 보게 된다. 트리블(Trible 1978, 144)이 말한 바와 같이 "아가서는 잘못 나간 사랑의 이야기를 구원해 주고 있다." 이 책은 인간의 사랑이 타락 이전의 축복의 상태로 회복된 것을 그리고 있다.
그러나 이 이야기는 여기에서 끝나지 않는다. 이 책이 주로 인간의 성에 대해서 말해 주고 있기는 하지만, 이 책은 또한 우리들에게 우리와 하나님간의 관계에 대해서 말해주고 있다. 비록 이 책에 하나님의 이름이 전혀 언급되어 있지 않기는 하지만 결혼이라는 이미지는 구약에서 아주 잘 사용되고 있는 비유적 표현이다. 하나님께서는 결혼 언약과 아주 유사한 관계를 자기 백성들과 맺으셨다. 이 관계는 이스라엘에게 배타적인 충성을 약속해 주는 것과 아울러 그러한 배타적인 충성을 요구한다. 그러나 이스라엘은 하나님에 반항해서 행음을 하고, 더 나아가서는 그와 이혼하려고 했다. (겔 16, 23장 ; 호 1-3장)

## 같이 보기
- 사해 문서
- 상아탑